# Parque Dom Pedro II
O Parque Dom Pedro II é um parque localizado no bairro da Sé, no distrito da Sé, no município de São Paulo, no Brasil. Fica na divisa entre o Centro Histórico de São Paulo e o bairro do Brás.

## Características

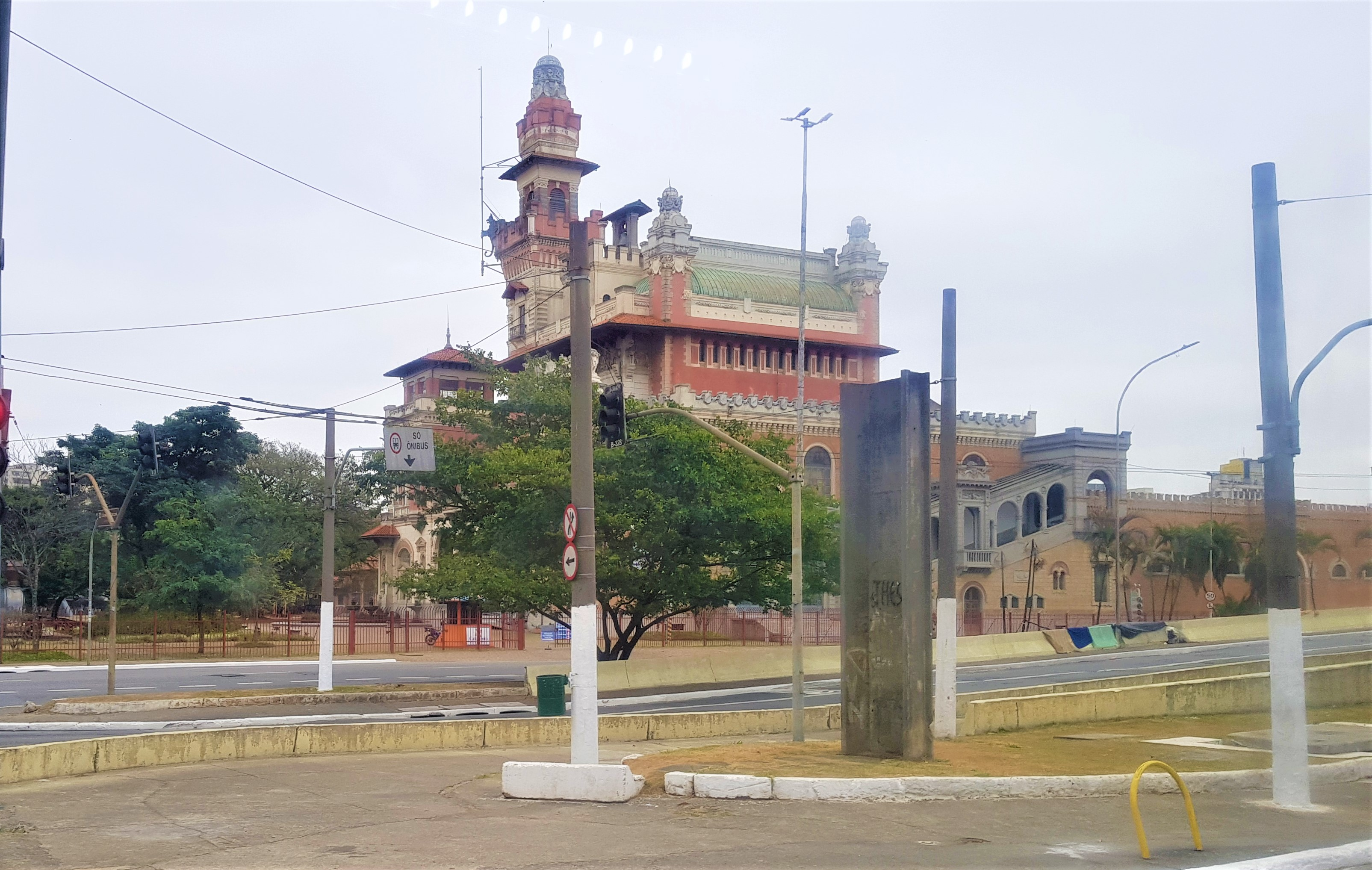
Palácio das Indústrias, localizado no Parque Dom Pedro II

É cortado por cinco viadutos e pela Avenida do Estado, tendo sobrado cerca da metade da área verde que originalmente possuía em sua inauguração. Em sua área está localizado o Terminal Parque Dom Pedro II de ônibus (o mais movimentado da cidade, que atende principalmente as regiões Leste, Sudeste e Nordeste da capital), a Estação Pedro II do Metrô de São Paulo e a Escola Estadual São Paulo. Tal movimento deu origem a uma das maiores concentrações de vendedores ambulantes de São Paulo.
A região também apresenta quantidade de moradores de rua, delitos de pequeno poder ofensivo e usuários de drogas em determinadas áreas, sendo o trânsito de pedestres pelas áreas arborizadas e embaixo dos viadutos considerado pouco seguro. Uma das áreas mais problemáticas em termos de segurança é a passagem de pedestres que separa o parque do Palácio das Indústrias — que recebeu até o apelido de "Faixa de Gaza" —, onde assaltantes se disfarçam de moradores de rua para abordar os transeuntes. Já a área próxima ao terminal de ônibus é extremamente movimentada e relativamente bem policiada.

## Histórico
O parque fica a menos de um quilômetro da Praça da Sé, em um pedaço da antiga Várzea do Carmo que costumava ser inundado pelo rio Tamanduateí. Foi na Várzea do Carmo que se deu o primeiro jogo de futebol reconhecido em território brasileiro, embora não se saiba o local exato. Segundo o jornal O Estado de S. Paulo, "reza a lenda" que o prédio do 2.º Batalhão de Guardas, localizado no parque, teria sido, originalmente, um presente do imperador dom Pedro I à Marquesa de Santos, servindo como local para os encontros entre os dois. Mais tarde o local abrigaria a sede de uma das chácaras da Várzea do Carmo, o Seminário das Educandas e o Hospício dos Alienados, a partir de 1930 a Força Pública e depois do Golpe Militar de 1964 foi tomado pelo Exército. A região virou um depósito de lixo por cerca de cinco anos na década de 1870, sendo recuperada por questões sanitárias. Parte da Várzea do Carmo foi aterrada na metade do século XIX, quando da retificação do curso do rio, e foram criados jardins e praças.
Quando dessa retificação, foi criada no rio a Ilha dos Amores, uma ilha artificial que ficava nas proximidades da atual Rua 25 de Março. Esta ilhota ajardinada foi, entre as décadas de 1870 e 1880, um ponto de lazer da cidade, quando ali existiam quiosques com bebidas e comidas, além de uma casa de banho e espaço para o descanso. Após vários alagamentos, a ilha foi abandonada para o lazer e deixou de existir no início em 1910, quando ocorreu a segunda retificação do rio.
Outrora belo e arborizado, foi inaugurado em 1922, com projeto do francês Joseph-Antoine Bouvard e era na época considerado a principal área de lazer da cidade. O batismo com o nome do segundo imperador brasileiro dera-se no ano anterior. Na década de 1940 ganhou o Parque Shangai, um dos parques de diversões mais movimentados no Brasil durante muitos anos, na esquina da Avenida do Estado com a Rua da Mooca. O parque seria desapropriado em novembro de 1968, para dar lugar aos viadutos que hoje cortam a região. A concorrência pública dos trabalhos preliminares para a "urbanização" do parque fora aberta em 3 de junho daquele ano, prevendo cinco viadutos, pavimentação das pistas da Avenida do Estado ao longo do canal do Rio Tamanduateí e outras obras. A inauguração da Avenida do Estado é considerada o marco do início da degradação do parque, além da construção dos viadutos nos anos 1960, que eliminaram muito do verde do parque. O terminal de ônibus, inaugurado em 1971, e a Estação Pedro II do Metrô, que começaria a ser construída poucos anos depois, fizeram o parque perder ainda mais áreas verdes. Em 1980, o parque era, nas palavras do jornal Folha de S.Paulo, "um canteiro de obras do Metrô e da canalização do Rio Tamanduateí, além de [um] terminal de ônibus". Hoje, trata-se de um dos lugares mais movimentados da cidade, pois constitui-se em uma região de passagem, especialmente para quem transita entre o centro e a zona leste de São Paulo, mas é também considerado "a área do centro mais esquecida pelo poder público desde a década de 1940".
O parque é constantemente usado como exemplo da devastação que áreas verdes sofreram em São Paulo para criar ou alargar ruas e avenidas. O urbanista Nestor Goulart Reis, em entrevista ao jornal O Estado de S. Paulo, declarou em 2008 que "nos últimos setenta anos o local virou uma colcha de retalhos, com medidas apenas pontuais", e que "nunca houve um projeto para o conjunto do parque que fosse colocado em prática". Nas mudanças que o parque sofreu na segunda metade do século XX, apenas o sistema viário foi privilegiado.
Com a migração dos mais abastados do centro para outros bairros, a partir da primeira metade do século XX, o Parque Dom Pedro II passou a ser considerado a divisa entre a "pujança da parte nobre da capital" e a zona leste, a "cidade dos trabalhadores", em metáfora citada por O Estado.

### Projetos e ações de revitalização
Há alguns anos, vêm sendo estudadas formas viáveis de revitalização do local, tendo algumas iniciativas sido descontinuadas ao longo dos anos. A demolição dos edifícios São Vito (cortiço desocupado em 2004) e Mercúrio, verdadeiros símbolos da degradação da região, objetivou integrar, paisagística e visualmente, o Mercado Municipal de São Paulo com o Parque Dom Pedro e o Palácio das Indústrias, bem como a demolição do malconservado e subutilizado Viaduto Diário Popular, construído em 1969, cujos alicerces servem de abrigo para moradores de rua e viciados. A demolição dos dois prédios foi concluída em maio de 2011.

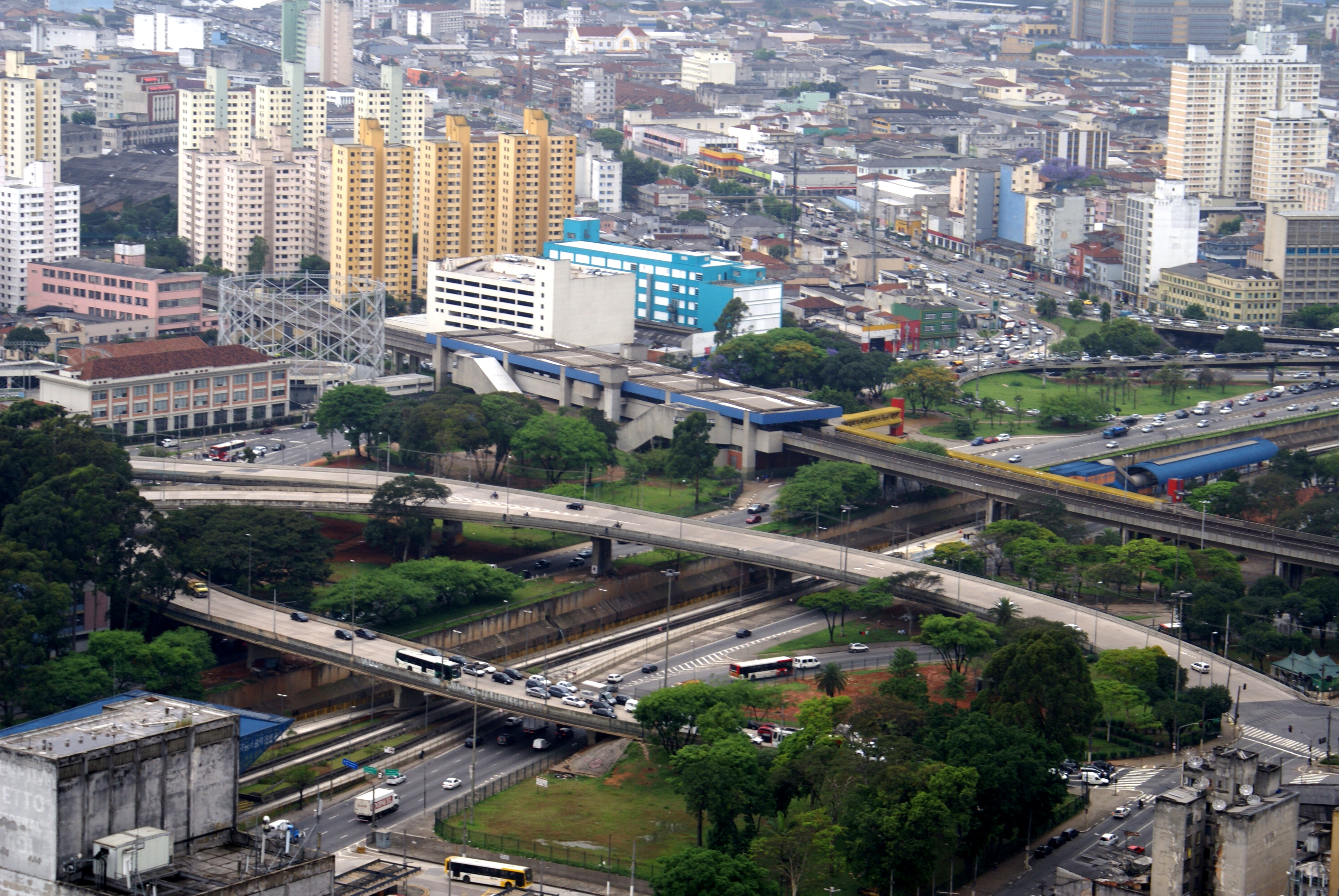
Alguns dos viadutos que cortam a região

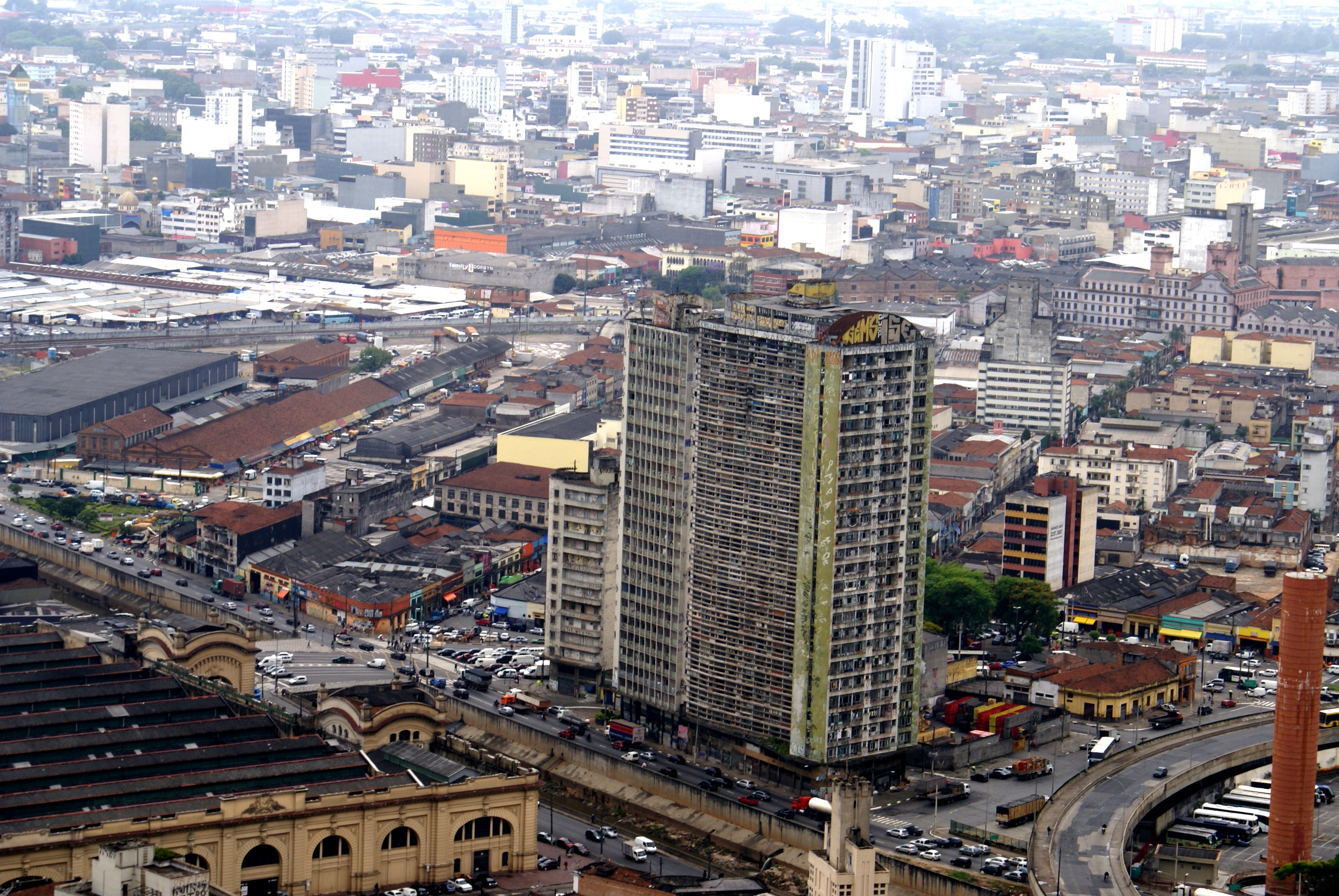
Mercado Municipal, à esquerda, edifícios Mercúrio e São Vito (hoje demolido), ao centro, e Viaduto Diário Popular, à direita

O viaduto era usado em maio de 2010 por cerca de 1,2 mil carros por hora, cinco vezes menos que sua capacidade. Com as demolições, uma das ideias seria integrar a área ao parque, em um projeto que, segundo a prefeitura, ia "fazer dele o Parque Ibirapuera do centro da cidade". A demolição do viaduto chegou a ser iniciada em 1992, já com a intenção de uma reurbanização do parque, o que gerou protestos de comerciantes do entorno, por causa dos congestionamentos provocados na Avenida Mercúrio e nas ruas do Gasômetro e da Figueira por causa da interdição. O prefeito Gilberto Kassab abriu licitação para a demolição do viaduto novamente em outubro de 2006, mas novamente o projeto não andou. O motivo para os seguidos adiamentos da demolição seriam as complicações que uma implosão poderia causar, tanto no trânsito da Avenida do Estado como na estrutura do Mercado Municipal.
Embora existam projetos de revitalização da região desde 1989 — a ex-prefeita Luíza Erundina levou a sede da prefeitura para o Palácio das Indústrias, com a intenção de recuperar a região, onde ficou entre 1992 e 2004 — e a gestão Kassab tenha projetos para essas demolições desde 2006, com previsão até mesmo para mudança do terminal de ônibus, eles demoraram para sair do papel. A demolição dos imóveis no quarteirão do Edifício São Vito, o primeiro passo do projeto, só terminou em maio de 2011. Entre os projetos estava a reforma dos jardins entre o Palácio das Indústrias e a estação Pedro II e a recuperação urbanística do parque.
A gestão Kassab contratou a Fundação para a Pesquisa Ambiental, órgão ligado à Universidade de São Paulo, para fazer uma nova proposta de ocupação, que deveria ser apresentada em julho de 2010 ao custo de 500 mil reais. De acordo com o jornal Folha de S.Paulo, duas quadras seriam demolidas entre o Pátio do Colégio e o Parque Dom Pedro II, incluindo um edifício-garagem construído irregularmente nos anos 1980, para dar lugar a garagens subterrâneas e um shopping popular ou camelódromo. Havia pressão para que o terminal de ônibus junto ao parque fosse extinto, embora seja também ali que fica a estação final do Expresso Tiradentes, que não pode ser removida. Em outubro de 2010 moradores e comerciantes da região entregaram à Prefeitura e à Polícia Militar uma lista com doze reivindicações nas áreas de urbanismo e segurança. A resposta da prefeitura foi uma promessa de atender às reivindicações, enquanto a polícia propôs a instalação de uma base comunitária móvel no parque.

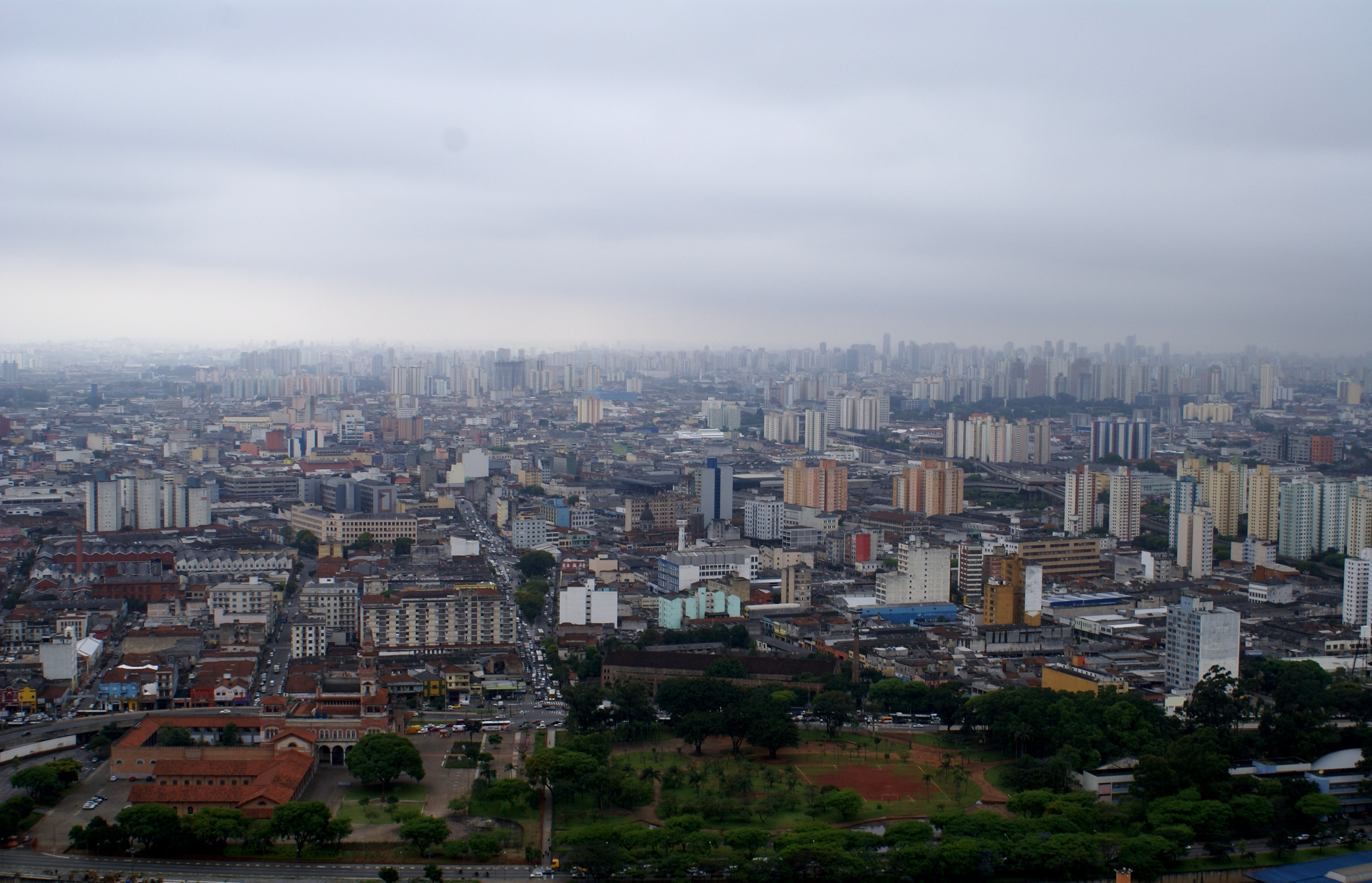
O Parque Dom Pedro II em primeiro plano, visto da Edifício Altino Arantes. Ao fundo, a vista para a região leste da cidade

Muitos projetos foram divulgados, especialmente para o quarteirão dos edifícios São Vito e Mercúrio. Em abril de 2011 foi divulgado acordo com o Serviço Nacional de Aprendizagem Comercial para que a instituição erga naquele terreno um centro gastronômico, parte de um projeto que integraria o Mercado Municipal ao parque por meio de um bulevar que cobrirá a Avenida do Estado e o Rio Tamanduateí no trecho em frente ao mercado, com a avenida virando um túnel nesse trecho e o Viaduto Diário Popular sendo demolido. Além disso, era prevista a abertura de uma unidade do Serviço Social do Comércio. A área foi transferida ao Sesc em dezembro, mas a entidade ainda aguardava um decreto de concessão de uso para dar início às obras. A previsão era de que a nova unidade ficasse pronta dois anos e meio após a aprovação do decreto, que só deveria ocorrer no primeiro semestre de 2012. As contrapartidas a ser oferecidas pelo Sesc constituíam-se de cem vagas gratuitas para crianças de sete a doze anos de idade em um de seus projetos, além da promoção de jogos recreativos, serviços odontológicos, espetáculos artísticos e a manutenção de um ambiente com internet livre e equipamentos adequados para acessá-la.
Ao redor do parque prevê-se ainda a instalação de diversos equipamentos culturais e de ensino, além de mudanças no terminal de ônibus. Lojistas da Rua 25 de Março, próxima ao terminal, preocupavam-se em 2011 com a possível mudança de local, especialmente se ele fosse transferido para o Pari. O secretário municipal de Desenvolvimento Urbano, Miguel Bucalem, garantia em maio de 2011 que a intenção do projeto de revitalização era resgatar a função original do parque, sem abrir mão das "necessidades modernas" e "não como uma simples volta ao passado". Ele dizia que seriam respeitadas as características ambientais e históricas, além das ligadas ao transporte público, o que significava a construção de um terminal intermodal ao lado da Estação Pedro II do Metrô, que incluiria os terminais do Expresso Tiradentes e de ônibus.
No entanto, em maio de 2013, o então secretário municipal de Desenvolvimento Urbano, Fernando de Mello Franco, revelou que o projeto de revitalização proposto pela gestão anterior havia sido descartado. O motivo seria o alto custo de implantação do projeto, orçado em 1,5 bilhão de reais.
Em 2025, um projeto intitulado "Novo Parque Dom Pedro II" foi anunciado, sendo no modelo de parceria público-privada (PPP).